# Елк (окръг, Пенсилвания)
Окръг Елк (на английски: Elk County) е окръг в щата Пенсилвания, Съединени американски щати. Площта му е 2155 km², а населението - 30 197 души (2017). Административен център е Риджуей.